# GiNaC
GiNac es un programa libre de álgebra computacional distribuido bajo licencia GPL, que inició su desarrollo en el año 1999. El nombre proviene de GiNac is Not a CAS (CAS son las siglas en inglés de Computer Algebraic System, que significan: programa de álgebra computacional), siendo un acrónimo repetitivo y recursivo. Su nombre también es una alusión al proyecto GNU. Su nombre muestra también cierta semejanza con los orígenes del acrónimo GNU  (del inglés, GNU's Not Unix, o GNU no es Unix), en los cuales es más que nada un juego de palabras.
Lo que distingue GiNaC de la mayoría de los programas de álgebra computacional, es que este no provee una interfaz de alto nivel para la interacción con el usuario, luego, es necesario escribir los algoritmos simbólicos directamente en el lenguaje de programación C++, el cual es el lenguaje en el que GiNaC fue desarrollado.
Este programa fue específicamente desarrollado para ser un motor de reemplazo para xloops, el cual es actualmente ejecutado por Maple, usado para los cálculos de los bucles en Teoría Cuántica. Sin embargo no se encuentra restringido a aplicaciones de física de alta energía.